# Волта (регион)
Вижте пояснителната страница за други значения на Волта.
Волта (на английски: Volta) е регион в източната част на Гана. На изток граничи с Того. Името на региона идва от езерото Волта, част от което е разположена на територията на региона. Площта на Волта е 20 570 квадратни километра, а населението 2 549 256 души (по изчисления от септември 2018 г.). Столицата на региона е град Хо. Волта е разделен на 15 общини.